# Rubus aurantiacus
Rubus aurantiacus är en rosväxtart som beskrevs av Wilhelm Olbers Focke. Rubus aurantiacus ingår i släktet rubusar, och familjen rosväxter. Utöver nominatformen finns också underarten R. a. obtusifolius.